# غريغ هورويتز
غريغ هورويتز (بالإنجليزية: Gregg Hurwitz)‏ (1973، سان فرانسيسكو في الولايات المتحدة)؛ كاتب، كاتب سيناريو وروائي أمريكي.

## روابط خارجية
- غريغ هورويتز على موقع IMDb (الإنجليزية)
- غريغ هورويتز على موقع ميوزك برينز (الإنجليزية)